# Eremobatidae
Eremobatidae  (лат.) — семейство паукообразных отряда фаланги (Solifugae), обитающих в Центральной и Северной Америке.
В семействе описано 187 видов распределённых в два подсемейства и семь родов. 
- подсемейство Eremobatinae Kraepelin, 1899
  - Eremobates Banks, 1900 (88 видов)
  - Eremocosta Roewer, 1934 (13 видов)
  - Eremorhax Roewer, 1934 (10 видов)
  - Eremothera Muma, 1951 (2 вида)
  - Horribates Muma, 1962 (3 вида)
- подсемейство Therobatinae Muma, 1951
  - Chanbria Muma, 1951 (4 вида)
  - Eremochelis Roewer, 1934 (36 видов)
  - Hemerotrecha Banks, 1903 (31 вид)